# Gyrojet
El Gyrojet es una familia de armas de fuego únicas desarrollada en los años 60, llamada así por el método de estabilización giroscópica de sus proyectiles. En lugar de balas inertes, los Gyrojets disparan pequeños cohetes llamados Microjets que tenían poco retroceso y no requerían un pesado cañón o cámara para resistir la presión de los gases de combustión. La velocidad al salir del tubo era muy baja, pero aumentó a unos 1.250 pies por segundo (380 m/s) a 30 pies (9,1 m). El resultado es un arma muy ligera.
Hace mucho tiempo que se dejaron de producir, hoy en día son una codiciada pieza de coleccionista con precios que incluso para el modelo más común superan los 1.000 dólares. Rara vez se disparan; la munición, cuando está disponible, puede costar más de 100 dólares por ronda.

## Historia
Robert Mainhardt y Art Biehl se unieron para formar MBAssociates, o MBA, con el fin de desarrollar las rondas de cohetes perforadores de blindaje de Biehl. Originalmente desarrollados en un calibre .51, los cartuchos eran cohetes autopropulsados autónomos con calibres que iban desde .49 y 6mm a 20mm.
Se diseñó una familia de armas Gyrojet, que incluía la pistola, la carabina y un rifle, así como una propuesta de ametralladora ligera a nivel de escuadrón y una needlegun conocida como Lancejet; sin embargo, solo se construyeron la pistola y la carabina. Las carabinas de aspecto espacial y una variante de rifle de asalto con un cargador de empuñadura desmontable fueron probadas por el Ejército de los Estados Unidos, donde demostraron tener problemas. Una cuestión era que los puertos de ventilación permitían que el aire húmedo entrara en el combustible, lo que hacía que la combustión fuera considerablemente menos fiable. Los puertos también podían ensuciarse con bastante facilidad, aunque se sugirió que esto podría resolverse sellando los cargadores o los puertos.
Las versiones del Gyrojet que se probaron eran inexactas, engorrosas, de carga lenta y poco fiables. En el mejor de los casos, se sugirió una tasa de fallos del 1%; los usuarios citan cifras peores, con muchas rondas que fallaron la primera vez pero que luego se dispararon. Posiblemente estas desventajas podrían haberse superado con el tiempo, pero la tecnología no ofrecía suficientes ventajas sobre las armas pequeñas convencionales para sobrevivir.
El diseñador original Robert Mainhardt consiguió la ayuda de su amigo Nick Minchakievich de Pleasanton, California, antes de 1962, para ayudar a estabilizar los proyectiles o municiones. Minchakievich desarrolló primero aletas retráctiles después de que la ignición trasera resultara demasiado peligrosa. Pero las aletas retráctiles resultaron demasiado caras, requiriendo un mecanizado avanzado durante la producción. Los dos calibres experimentales con aletas retráctiles eran de 6 mm y 13 mm.
Apresurado por una solución debido a la posibilidad de grandes contratos gubernamentales, Minchakievich inventó entonces puertos de ventilación diagonales para hacer girar los proyectiles o la munición mientras avanzaba, estabilizando los proyectiles giroscópicamente, de la misma manera que un rifle. Este método se utilizó en todos los calibres de Mainhardt para el Gyrojet. Minchakievich advirtió a Mainhardt que precipitarse en el proyecto solo haría que la pistola fuera mala calidad y poco fiable.
Trabajando gratis en su laboratorio de plásticos aeroespaciales de Livermore, Minchakievich pidió seis meses más para perfeccionar un proyectil preciso, y hacer el Gyrojet más famoso que el Colt Peacemaker. Mainhardt y la Fuerza Aérea declinaron cuando la artillería y la tecnología actuales se demandaron para Vietnam. Minchakievich incluso intentó una estrategia de marketing al conseguir la ayuda de Gene Roddenberry para usar la pistola en Star Trek.

## Diseño

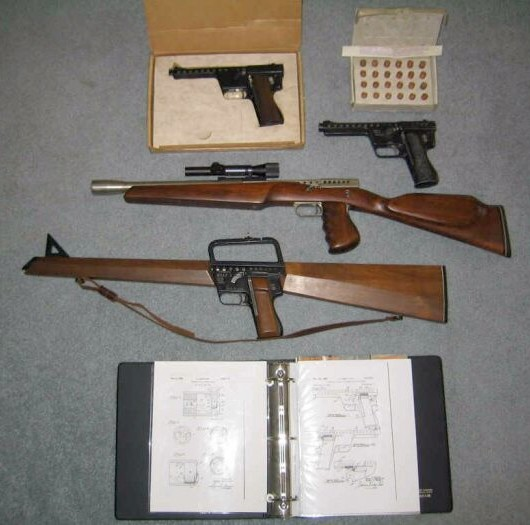
La familia Gyrojet: dos pistolas Gyrojet, una carabina y el rifle. En la esquina superior derecha hay una caja de cohetes de 13 mm, y en la parte inferior hay un libro de diagramas para las armas.

La diferencia inherente entre un arma de fuego convencional y un cohete es que el proyectil de un arma de fuego convencional aumenta su velocidad máxima en el cañón del arma de fuego, y luego disminuye su velocidad a lo largo de su trayectoria; el cohete continúa acelerando mientras el combustible se quema, y luego mantiene su vuelo como una bala sin potencia. Una bala tiene la máxima energía cinética en la boca; un cohete tiene la máxima energía cinética inmediatamente después de que se gasta su combustible. El tiempo de combustión de un cohete Gyrojet ha sido reportado como 1 de un segundo por un libro del Bathroom Reader's Institute y como 0,12 segundos por "The 'DeathWind' Project".
El cañón de un arma de fuego debía ser fabricada con gran precisión y ser capaz de soportar presiones extremadamente altas; ya que están sujetos a un desgaste significativo en su uso. El cohete Gyrojet se dispara a través de un simple tubo recto, de paredes lisas y sin gran resistencia.
La precisión se incrementaba al girar el proyectil. Esto se lograba para una bala al ser forzada contra las ranuras de estriado en espiral del cañón. Un cohete no tiene suficiente energía inicial para permitir la estabilización de esta manera. La estabilización del giro del Gyrojet se consiguió inclinando las cuatro pequeñas aberturas de los cohetes en lugar de forzar el proyectil a través de un cañón estriado. Los gases de combustión liberados en el interior del barril se ventilaban a través de los agujeros de ventilación del mismo. La estabilización del giro estaba limitada en cuanto a la precisión como técnica de apuntado por la exactitud con la que se podía apuntar el tubo de lanzamiento y la precisión con la que la orientación del proyectil estaba limitada por el tubo. La técnica requería que el tirador tuviese una línea de visión hacia su objetivo.
El cohete sale del barril con poca energía y acelera hasta que el combustible se agota a unos 18 metros, momento en el que el cohete de 180 granos tiene una velocidad de unos 380 m/s, ligeramente superior a la de Mach uno, con aproximadamente el doble de energía que la ronda común de .45 ACP. Si bien las cifras de las pruebas varían mucho, los probadores informan que hubo una grieta sónica de algunas rondas, pero solo un sonido sibilante de otras, lo que sugiere que la velocidad máxima varió desde ligeramente por debajo hasta ligeramente por encima de Mach
En 1965, el fabricante de la pistola afirmó una precisión de 5 milímetros (unos 17 MOA, o unas 4,5 pulgadas a 25 yardas), peor que las pistolas convencionales de la época. Sin embargo, en pruebas posteriores la precisión fue muy pobre; la diferencia parece haberse debido a un fallo de fabricación en series de producción posteriores que bloqueó parcialmente uno de los puertos de escape, creando un empuje asimétrico que provocó que el proyectil se sacudiera por el aire.
Se produjeron unas 1000 pistolas modelo "Rocketeer"; unas pocas vieron el servicio en la guerra de Vietnam, y aparecieron en el libro y la película de James Bond You Only Live Twice, la película de Matt Helm Murderers' Row, así como en una de las novelas de The Man de la U.N.C.L.E., The Monster Wheel Affair. Con aproximadamente el mismo tamaño general que el Colt M1911, el Gyrojet era considerablemente más ligero, con solo 625 g, ya que la estructura estaba hecha principalmente de Zamak, una aleación de zinc. El arma se amartillaba deslizando hacia delante una palanca por encima del gatillo para introducir una bala en el arma; la palanca saltaba hacia atrás al apretar el gatillo. La palanca golpeaba la bala en el morro, introduciéndola en el percutor. Cuando el cartucho salía de la recámara, empujaba la palanca hacia adelante para volver a disparar. La pistola carecía de cargador desmontable; los cartuchos debían ser empujados hacia abajo desde el "cerrojo" abierto y luego mantenerse en su lugar deslizando rápidamente una cubierta sobre ellos en la parte superior del arma. Recargar rápidamente era imposible.
Las pruebas realizadas en 2003 afirmaron que la aceleración, en lugar de ser constante, comenzó en un valor alto y disminuyó, lo que dio lugar a velocidades a corta distancia que no eran tan bajas como se esperaba, unos 30 m/s a 30 cm en lugar de los 6,1 m/s calculados. Los probadores sugirieron que el proceso de fabricación (secreto) estaba diseñado para lograr este efecto. Sin embargo, un análisis independiente de los propios datos publicados de esos probadores muestra que sus conclusiones fueron calculadas incorrectamente. La aceleración del proyectil comenzó realmente baja y aumentó continuamente durante el vuelo medido de la bala.

## Variantes

### Gyrojet Mk I
Aparte de unos pocos Gyrojets probados por el ejército de los Estados Unidos, la mayoría de los Gyrojets se vendieron en el mercado comercial a partir de mediados de la década de 1960. Estos eran los Mark I Gyrojets, que lanzaron un cohete de calibre .51, y la munición era costosa de producir y comprar.

### Gyrojet Mk II
En 1968, la Ley de Control de Armas de los Estados Unidos de 1968 creó un nuevo término legal, el dispositivo destructivo. Bajo la nueva ley, cualquier arma que disparara un proyectil lleno de explosivos de más de media pulgada de diámetro se consideraba un dispositivo destructivo y requería el pago de un impuesto y la obtención de una licencia. El proceso de registro se modificó varios años después, pero mientras tanto, MBA creó el Gyrojet Mark II legal, disparando un cohete de calibre 49.

### Fusil de Asalto Gyrojet
Variante de rifle de asalto con ergonomía tipo M16 probada por el ejército de los EE. UU. Esta variante tenía una capacidad automática completa y un cargador con empuñadura extraíble. Para aumentar la capacidad de munición, es posible que este rifle tuviera una cámara de 6 mm.

### Carabina Gyrojet
Vino con una culata tipo rifle, empuñadura de pistola y mira.

### Gyrojet Derringer
Pistola Derringer con un cañón superior con cámara para la ronda Gyrojet.

### Lanzador de bengalas Gyrojet
También se examinó el principio del Gyrojet para su uso en cañones de bengala de supervivencia, y se exploró una idea similar para un lanzagranadas. La versión de bengalas de emergencia-supervivencia (A/P25S-5A) se utilizó durante muchos años como un artículo estándar de la USAF en los equipos de supervivencia, chalecos y para la señalización de operaciones de avanzada, con bengalas disponibles en blanco, verde, azul y rojo. Conocida como la bengala de giroproyección, la A/P25S-5A venía con una bandolera de siete bengalas y tenía una altitud efectiva de más de 460 metros (1.500 pies). Su proyectil de nariz redonda fue diseñado para rebotar a través de los árboles y despejar un dosel de ramas.

### Gyrojet Lancejet
Una variante de arma de fuego subacuática del Gyrojet llamada Lancejet fue considerada para su uso por el ejército de los Estados Unidos. Se planificó y probó pero no se adoptó; la inexactitud del arma acabó por impedir su consideración.

### Pistola Gyrojet de tipo Pimentero
Se planeó el uso de una pistola experimental de doce barriles del tipo pimentero, pero no fue usada.

### Conversiones de armas Gyrojet
El Grupo de Estudios y Observaciones (SOG) del ejército estadounidense en Vietnam en 1967 vio la oportunidad de probar uno de los nuevos "juguetes" del SOG, una revolucionaria pistola cohete llamada Gyrojet. En una de las pruebas, una bala de cohete atravesó la puerta de un viejo camión y penetró en un tambor de 55 galones lleno de agua, saliendo casi por el lado opuesto. Los hombres del SOG también la probaron a través de paredes de sacos de arena e incluso troncos de árboles.